# 金笠
金笠（1807年—1863年），原名金炳渊，字性深，号兰皋，朝鲜王朝末期讽刺诗人。:1116:424
金笠出身于簪缨之家，少年时期曾科举名列前茅。但由于他的祖父金益淳在任宣川府使时因投降农民起义军而被处死，金笠因此不能为官。他22岁的时候，决定终身不任，头戴斗笠天流浪天涯，因此得了“金笠”这个称号，被称为“斗笠诗人”。他也曾经以“而鸣”为号，取“不平而鸣”之意。他经常把友人赠送他的衣物、钱财送给穷人和乞丐，自己却以乞讨为生。朝鲜民间流传着金笠助人为乐，戏弄两班的传说。:1116:424

## 诗作
金笠写了许多批判两班腐朽、虚伪生活的汉诗，其中的代表作有《嘲两班儿》、《元生员》、《尽日垂头客》、《是非歌》等。他所作的描写平民百姓艰苦生活的作品有《贫家》、《贫吟》、《路上见乞丐尸》等。此外，他还写有有关世态炎凉，愤世嫉俗的作品《无题》，称赞平民百姓淳朴善良的《逢雨宿村家》、《无题》，表达怀才不遇思想的《矗石楼》，以及描写自然界事物的《鱼》、《飘然亭》、《淮阳过次》、《入金刚》等。:1117-1124:425-427
|  | 浮浮我笠等虚舟，一着平安四十秋。牧竖行装随野犊，渔翁身势伴江鸥。闲来脱挂看花树，兴到携登玩月楼。俗子衣冠皆虚饰，满天风雨独无愁。—金笠《咏笠》:1120 |

|  | 方冠长竹两班儿，新买邹书大读之。白昼候孙初出袋，黄昏蛙子乱鸣池。威因老释能成喝，学优樵童强作师。若使红牌浮水去，今年及第舍渠谁。——金笠《嘲两班儿》:1117 |

|  | 是是非非非是是，是非非非是非是。是非非是是非非，是是非非是是非。——金笠《是非歌》:1123:426 |

|  | 游泳得观底好时，锦潭斜日绿扬垂。银翻如舞莺相和，玉跃旋潜鹭独知。——金笠《鱼》:1124 |